# Cyphostemma junceum
Cyphostemma junceum är en vinväxtart. Cyphostemma junceum ingår i släktet Cyphostemma och familjen vinväxter.

## Underarter
Arten delas in i följande underarter:
- C. j. jatrophoides
- C. j. junceum